# 沙特阿拉伯—土耳其關係
沙特阿拉伯－土耳其關係，是指沙特阿拉伯與土耳其之間的當前和歷史關係。這些國家享有友好的經貿關係，但政治關係一直很緊張。前者在安卡拉設有大使館，在伊斯坦布爾設有總領事館; 而後者則在利雅得設有大使館，並在吉達設有總領事館。 兩個國家都是世界貿易組織（WTO）和伊斯蘭合作組織（OIC）的正式成員。
根據2013年皮尤全球民意調查顯示，土耳其是所有穆斯林國家中對沙特阿拉伯的持最消極態度的國家，其中26％表示有利觀點，53％表示不利觀點。

## 歷史
漢志的哈希姆家族在奧斯曼征服埃及馬木留克王朝後於1517年宣布效忠奧斯曼帝國蘇丹，將麥加和麥地那等聖城置於奧斯曼保護之下，直到1916年的阿拉伯起義時，麥加謝里夫侯賽因在英國的幫助下驅逐他們。另外，奧斯曼帝國之前也曾與沙特國王發生衝突，沙特國家是導致奧斯曼-沙特戰爭的原因。 許多沙特領導人在伊斯坦布爾被處決或在戰爭中喪生。

## 現代歷史
土耳其和沙特阿拉伯之間的關係始於1932年，沙特阿拉伯新王國成立後。
由於2017年卡塔爾外交危機，土耳其和沙特阿拉伯之間的關係面臨問題，土耳其支持卡塔爾對沙特阿拉伯進行的外交爭端。作為回應，沙特阿拉伯威脅要對土耳其實施制裁，並與阿聯酋就遏制“土耳其擴張主義政策”問題進行了討論。反過來，埃爾多安指責沙特阿拉伯是非伊斯蘭教和異教徒。此外，土耳其指控沙特阿拉伯和阿聯酋企圖推翻埃爾多安和土耳其政府。而在賈邁勒·卡舒吉事件發生後，兩者關係更為惡化。
2020年11月，土耳其總統埃尔多安与沙特国王萨勒曼通电话，土沙关系开始回暖。2022年4月底，土耳其總統埃尔多安访问沙特。2022年6月22日，沙特王储穆罕默德·本·萨勒曼訪問土耳其。2023年7月，土耳其總統訪問沙特。